# アリテーム
アリテーム(Alitame)は、ファイザーが1980年代初頭に開発した甘味料であり、現在でもいくつかの国で、Aclameの商標で販売されている。アスパルテームと同様に、アリテームもアスパラギン酸を含むジペプチドである。大部分のジペプチドは甘くないが、1965年にアスパルテームが偶然発見されると、同じように甘さを持つ類似化合物の探索が始まった。アリテームやネオテームは、そのような第二世代のジペプチド甘味料である。
アリテームは、アスパルテームと比べて優れた特徴をいくつか持っている。スクロースよりも約2000倍甘く、アスパルテームと比べても約10倍甘い。また、 後味が残りにくい。高温環境や酸性環境での半減期は、アスパルテームの約2倍であるが、サッカリンやアセスルファムカリウム等のいくつかの人工甘味料は、より安定である。アスパルテームと異なり、アリテームはフェニルアラニンを含まず、フェニルケトン尿症の患者も摂取することができる。
アリテームは、メキシコ、オーストラリア、ニュージーランド、中国で使用が認可されている。ダニスコは、アメリカ合衆国での食品用甘味料としての認可申請を取り下げた。2017年現在、日本では未認可である。

## 合成

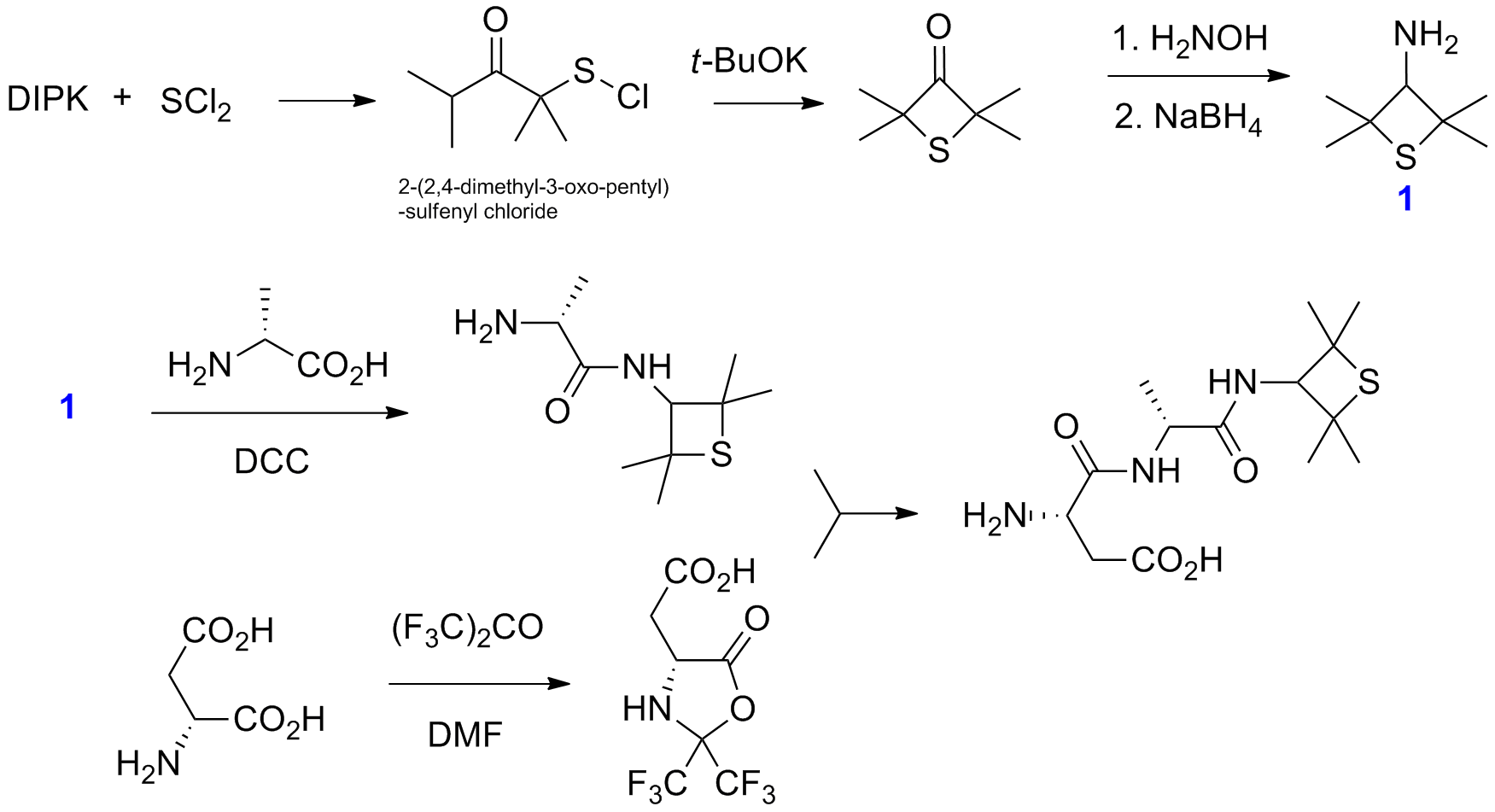
アリテームの合成: C.f. Lednicer book 6.

- アメリカ合衆国特許第 4,411,925号 では、アラニンはクロロトリメチルシランで保護される。